# Fernando Tirado

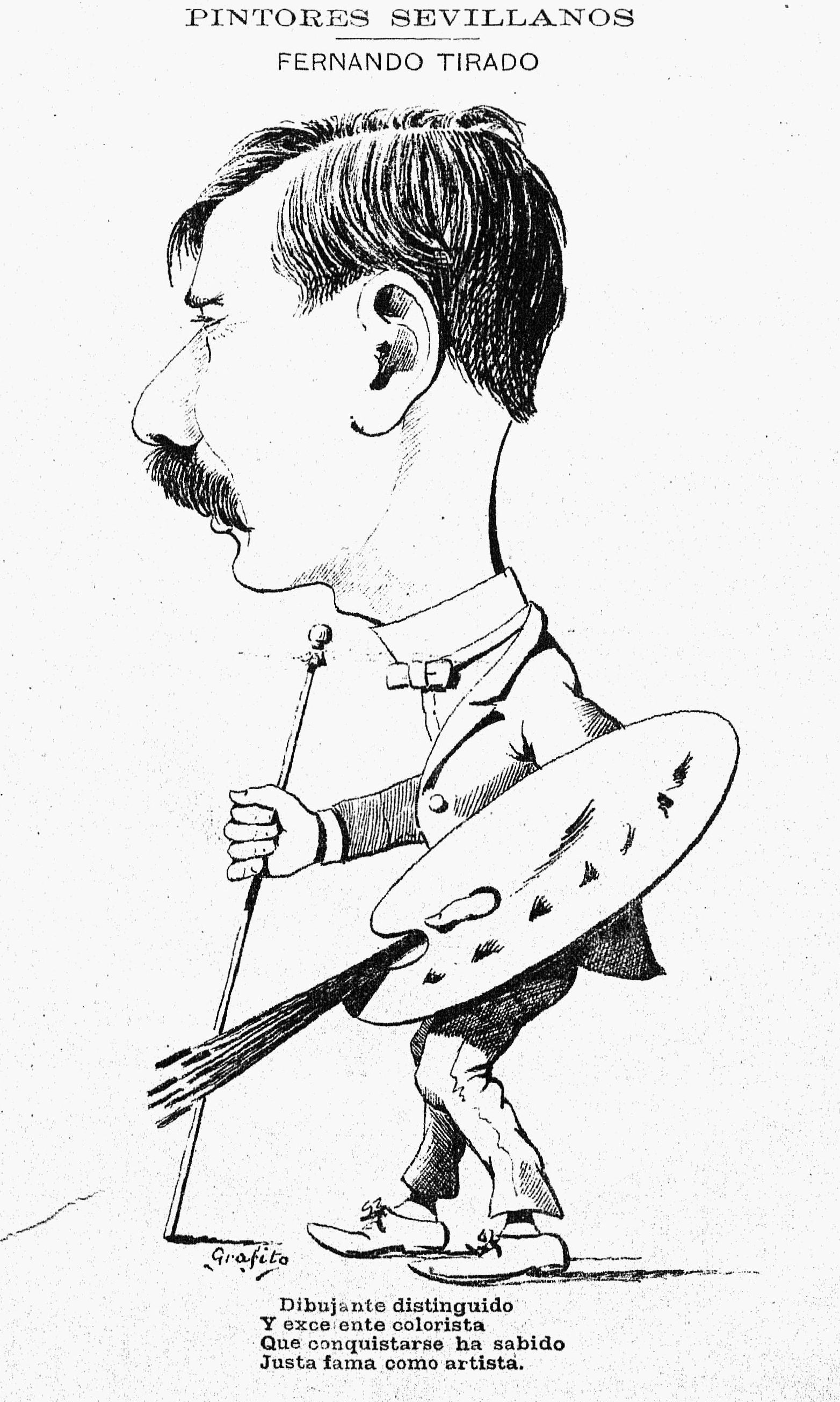
Retrato caricaturesco de Fernando Tirado

Fernando Tirado y Cardona (Sevilla, 1862-ibídem, 1907), fue un pintor español.

## Biografía y obra
Se formó en la Escuela de Bellas Artes de Sevilla, junto a pintores como Eduardo Cano del que fue discípulo. Más adelante llegaría a ser director de este mismo centro.
En 1878 recibió una beca para poder continuar su formación en París, donde pintó algunas obras dentro del género histórico, como Comunión de los cristianos en las Catacumbas.
De vuelta a Sevilla su producción artística se centró en el retrato, aunque realizó incursiones en el costumbrismo. Sus obras Una emboscada mora y Retrato de la reina María Cristina con su hijo Alfonso XIII se encuentran expuestas en el Museo de Bellas Artes de Sevilla.
El Museu Abelló en Mollet del Vallès cuenta con obras del artista dentro de su colección,